# ライジング・スターの伝説
『ライジング・スターの伝説』（White Apache）は、1986年製作のイタリア・スペインの西部劇映画。

## ストーリー
身重の白人女性が山賊に襲われているところを先住民のアパッチ族に助けられるが、彼女は息子を出産した後に死んでしまう。その子は「シャイニング・スカイ」と名付けられて、首長の子として育てられる。

## キャスト
- セバスチャン・ハリソン
- ローラ・フォルネル
- アルベルト・ファーレイ
- チャーリー・ブラヴォー
- シンツテア・デ・ポンティ

## ソフト発売

### VHS
- 型番：VTS-F442V
- 発売日 : 1988/5/13
- 発売元：東芝映像ソフト株式会社[1]
- 時間：94分

### DVD（マカロニ・ウエスタン傑作映画ＤＶＤコレクション　44号）
- ASIN : B06Y3V5W2H
- 発売日 : 2017/12/7
- 出版元 : 朝日新聞出版[2]

### DVD
- 型番：ORS-7337
- 発売日 : 2018/9/28
- 発売元：映像文化社
- 販売元 : 株式会社オルスタック販売

※廉価版発売あり

### Blu-ray
- 型番：ORDB-0029
- 発売日 : 2018/9/28
- 発売元：映像文化社
- 販売元 : 株式会社オルスタック販売

※廉価版発売あり